# Milenio
Milenio è un importante quotidiano nazionale del Messico, di proprietà di Grupo Multimedios.
È pubblicato in 11 città del Messico, tra cui Monterrey, Città del Messico, Guadalajara, León, Pachuca, Puebla, Villahermosa, Tampico, Torreón, Toluca e Xalapa. Ogni edizione locale ha contenuti locali e notizie nazionali sviluppate non solo dai giornalisti locali e della testata nazionale, ma anche da Multimedios Televisión e Multimedios Radio.
Milenio ha iniziato le attività a Monterrey come Diario de Monterrey e si è espanso in altre città nel primo decennio del XXI secolo.
Durante le elezioni, Milenio pubblica il famoso sondaggio di María de las Heras; fu l'unico sondaggio in Messico a prevedere la vittoria di Vicente Fox nel 2000.
Il giornale pubblica anche una rivista bisettimanale distribuita a livello nazionale e gestisce il canale di notizie Milenio Televisión, disponibile in tutto il Messico via cavo e via satellite, e over-the-air nel Messico settentrionale attraverso i sottocanali di Multimedios Televisión.
Il giornale è stato criticato per aver pubblicato un sondaggio quotidiano che ha dato al presidente Enrique Peña Nieto un vantaggio di 18 punti su Andrés Manuel López Obrador 5 giorni prima delle elezioni, mentre la differenza reale era del 6,46%. Ciro Gómez Leyva ha pubblicato un articolo di scuse, aggiungendo che si sarebbero "ritirati dalle elezioni".